# Complejo Nurágico S'Arcu'e Is Forros
A pocos kilómetros del Paso de Correboi, importante paso de montaña que separa Barbagia y Ogliastra, se encuentra, en  Villagrande Strisaili, un gran pueblo santuario de la Cultura nurágica.
El complejo Nuragico de S'Arcu'e Is Forros es una zona arqueológica de Villagrande Strisaili, en la provincia d Ogliastra  in Cerdeña. Está incluido entre los 31 sitios candidatos  a la Lista del Patrimonio Mundial  de la UNESCO.

## Historia
El sitio ha pasado por dos períodos principales de construcción: el primero en la Edad del Bronce Medio y el segundo en un período posterior, llamado de transición, situado entre la Edad del Bronce y la Edad del Hierro temprana.
S'Arcu'e Is Forros fue un pueblo santuario y probablemente el centro metalúrgico más importante de Cerdeña durante el período nurágico, además de ser un centro comercial con Etruria y el Mediterráneo oriental.Se trata del centro nurálgico más importante de Cerdeña. 

## Descripción

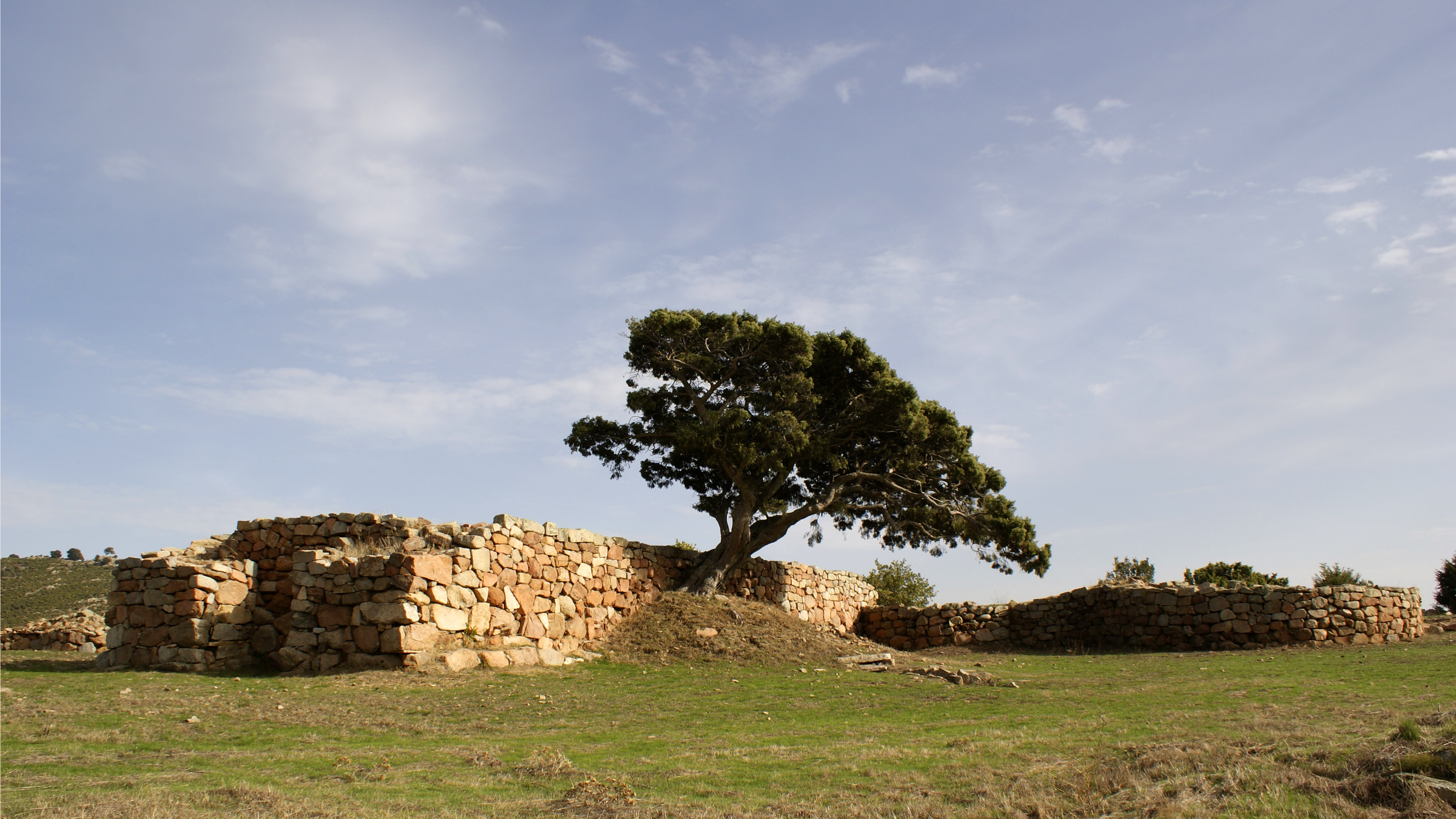
Vista.

## Excavaciones
El primero en ser excavado fue el templo A, uno de los más monumentales de la isla, presumiblemente relacionado con un culto que, al igual que los pozos y fuentes sagradas de la época, tenía en el agua el elemento ritual principal. Para subrayar la naturaleza sagrada del edificio, se encontraron numerosas bases votivas de piedra y objetos de bronce que se ofrecían a la divinidad y se depositaban en el santuario del templo.

## Artículos relacionados
- Edad del Bronce
- Cultura nurágica
- Villagrande Strisaili